# Monteagudo del Castillo
Monteagudo del Castillo là một đô thị trong tỉnh Teruel, Aragon, Tây Ban Nha. Theo điều tra dân số 2004 (INE), đô thị này có dân số là 68 người.